# فرودگاه چرتوویتسکویه
فرودگاه چرتوویتسکویه (به روسی: Международный аэропорт Воронеж) فرودگاهی عمومی واقع در وورونژ در کشور روسیه است که توسط شرکت JSC "Air "Voronezhavia اداره می‌شود.

## شرکت‌های هواپیمایی و مقصدهای پروازی
| شرکت‌های هواپیمایی     | مقصدهای پروازی               |
| --------------------- | ---------------------------- |
| آئروفلوت              | شرمتیوو                      |
| شرکت هواپیمایی آرمنیا | زوارتنوتس                    |
| اویا ترافیک کمپانی    | مناس                         |
| فلای‌دبی               | دوبی (آغاز از ۲۹ اکتبر ۲۰۱۷) |
| Nordavia              | پالکوو فصلی: سوچی            |
| رد وینگز ایرلاینز     | فصلی: سیمفروپول              |
| RusLine               | دوموده‌دوو، پالکوو، کولتسوو   |
| اس۷ ایرلاینز          | دوموده‌دوو                    |
| ترکیش ایرلاینز        | آتاترک                       |
| ازبکستان ایرویز       | تاشکند                       |